# هارون الرشيد يستقبل وفد شارلمان
هارونُ الرَّشيدُ يستقبل وفد شارلمان (بالألمانية: Harun Al-Rashid empfängt die Delegation Karls des Großen) هي لوحة بريشة الرسام الألماني يوليوس كوكرت عام 1864 تصور استقبال الخليفة العباسي هارون الرشيد لوفد من إمبراطور الإمبراطورية الرومانية المقدسة الملك شارلمان سنة 798 موضوع اللوحة هو فترة التحالف العباسي الكارولينجي.

## خلفية
موضوع اللوحة هو فترة التحالف العباسي الكارولينجي حيث يصور الفنان يوليوس كوكرت حدث تاريخي. ففي عام 798 استقبل هارون سفراء مبعوثين من الملك شارلمان ، لعمل المناقشات الودية المتعلقة بوصول المسيحيين إلى الأراضي المقدسة وتبادل الهدايا. يذكر أن شارلمان أرسل خيولًا إسبانية لهارون ، وعباءة فريزيان ملونة وكلاب صيد رائعة. في عام 802 أرسل هارون لشارلمان هدية تتكون من الحرير والشمعدانات النحاسية والعطور والبلسم والشطرنج العاجي وخيمة ضخمة ذات ستائر متعددة الألوان وفيل اسمه أبو العباس وساعة مائية ميزت الساعات بإسقاط كرات برونزية في وعاء، مثل الفرسان الميكانيكيين - واحد لكل ساعة - يخرجون من أبواب صغيرة تغلق خلفهم. كانت الهدايا غير مسبوقة في أوروبا الغربية وربما أثرت على الفن الكارولينجي.  لم يلتق هارون وشارلمان شخصيًا أبدًا، لكنهما حافظا على علاقات دبلوماسية ربما تعود إلى الاتصالات العربية الفرنجة القديمة، على الرغم من أن هذا تم الإبلاغ عنه فقط في المصادر الفرنجة. في 801 استقبل شارلمان سفراء من هارون في إيطاليا.
لم يتم الحصول على تفاصيل دقيقة حول مهمة الوفود. لكن من الواضح أن المصالح المشتركة للقوتين في الشرق الإسلامي والغرب المسيحي يجب أن تؤدي إلى أعمال مشتركة منسقة. من المؤكد أن هارون الرشيد وشارلمان كان لهما خصوم مشتركون في الغرب، الدولة الأموية في شبه الجزيرة الأيبيرية ، التي شنت الحرب المقدسة ضد إمبراطورية الفرنجة والتي في الوقت نفسه أزالت أقصى الغرب من العالم الإسلامي من سيطرة الخليفة في بغداد. في الشرق وفي إيطاليا ، كانت بيزنطة خصمًا محتملاً للإمبراطور الفرنجي وكذلك للخليفة العباسي. أدى هذا إلى نشوء كوكبة من التحالفات كانت تتطور مرارًا وتكرارًا في القرون التالية تم عقد التحالفات بين القوى الإسلامية والمسيحية أو على الأقل سعت إلى تحقيق أهداف محدودة - لم يقضوا بأي حال من الأحوال على المعارضة المسيحية الإسلامية الدائمة.